# 陈运鹏
陈运鹏（1935年—），广东惠来人，中国游泳运动员、教练，国家级教练，中国国家游泳队前总教练。